# Valley of Love
Valley of Love è un film del 2015 diretto da Guillaume Nicloux.

## Trama
Isabelle e Gérard sono separati da tempo. Il figlio Michaël scrive loro una lettera nella quale oltre ad annunciare il suo suicidio chiede loro di fare un viaggio nella Valle della Morte 6 mesi dopo seguendo le sue istruzioni.
Il viaggio diventa quindi un modo per ripensare al passato, al figlio morto e al loro rapporto che potrebbe ricominciare su nuove basi.

## Riconoscimenti
- 2016 - Premio César
  - Migliore fotografia a Christophe Offenstein
  - Candidatura a Migliore attrice protagonista a Isabelle Huppert
  - Candidatura a Migliore attore protagonista a Gérard Depardieu
- 2016 - Premio Lumière
  - Candidatura a Migliore attrice a Isabelle Huppert
  - Candidatura a Migliore attore a Gérard Depardieu
- 2015 - Festival di Cannes
  - Candidatura a Palma d'oro a Guillaume Nicloux